# Galactus
Galactus est une entité cosmique évoluant dans l'univers Marvel de la maison d'édition Marvel Comics. Créé par le scénariste Stan Lee et le dessinateur Jack Kirby, le personnage de fiction apparaît pour la première fois dans le comic book Fantastic Four #48 en mars 1966.
Lors de sa première apparition dans Les Quatre Fantastiques, Galactus est dépeint comme un personnage semblable à un dieu qui se nourrit en drainant l'énergie des planètes vivantes. Après être apparu dans l'Âge d'argent des comics, le personnage est employé pendant plus de quatre décennies. Galactus est notamment le protagoniste du one-shot Super-Villain Classics: Galactus the Origin (mai 1983) et de la mini-série Galactus the Devourer (septembre 1999 à mars 2000).
Le personnage a aussi été en vedette dans d'autres produits Marvel tels que des jeux d'arcade, des jeux vidéo, une série d'animation, des figurines, des cartes à collectionner et apparaît dans le film Les Quatre Fantastiques et le Surfer d'argent (2007).
En 2009, il est classé par le site IGN à la 5e position du « Top 100 Comic Book Villains ».

## Biographie du personnage

### Origines
Galactus est à l'origine Galan, un explorateur et un scientifique de la planète Taa, un corps céleste qui existait dans l'univers pré-Big Bang. Quand un cataclysme tue progressivement toute forme de vie dans son univers, Galan (ainsi que d'autres survivants) quitte Taa à bord d'un vaisseau spatial et s'engouffre dans le Big Crunch.
Galan ne meurt pas toutefois ; se dirigeant vers le centre de l'univers, il y découvre l'Œuf cosmique. En y pénétrant, il fusionne avec la conscience de l'univers, un être nommé Éternité (ou Sentience of the Universe, la Sensibilité de l'univers) et absorbe l'énergie du Big Bang qui donnera naissance à notre univers. Il entre alors en gestation pendant des milliards d'années au sein de l'univers qui se forme après le Big Bang, émergeant par la suite comme Galactus.
Galactus est donc né à l'instant zéro de l'univers, il y a environ 14 milliards d'années, en même temps que les deux entités cosmiques appelées Mort et Éternité. Il incarne, par ailleurs, l'équilibre entre ces deux forces.
Galactus dérive ensuite dans l'espace quand Ecce, un des Gardiens (comme Uatu) — une race extraterrestre s'étant donnée comme mission d'observer toutes les espèces pensantes de l'univers, observe la naissance de Galactus ; bien qu'il reconnaisse sa nature destructrice, Ecce choisit de ne pas le tuer,, et l'enferme dans un incubateur après avoir construit une armure empêchant son pouvoir de se répandre. Galactus est ensuite délivré par l'attaque d'une armada extra-terrestre qui détruit l'incubateur, croyant avoir affaire à une menace.
Tout à fait réveillé, Galactus a tellement faim qu'il consomme une planète voisine, Archeopia. Cette planète est la première de beaucoup, car Galactus doit consommer l'énergie de planètes vivantes pour assurer sa subsistance. En mémoire de Taa, son monde natal mort et d'Archeopia, la première planète à tomber victime de sa faim dévorante, Galactus construit un nouveau « monde natal » qu'il nomme Taa II, un gigantesque vaisseau-monde qui prend la forme d'une bande de Möbius d'une taille équivalente au système solaire.
Depuis, cet être tout-puissant, doté de pouvoirs quasi illimités, doit sans cesse se nourrir de l'essence vitale des mondes habités qu'il croise sur son chemin, ce qui lui vaut le surnom de « Dévoreur de mondes ».

### Parcours
Lassé de chercher lui-même les planètes pouvant calmer son appétit croissant, Galactus décide de recruter un héraut capable de rechercher pour lui des mondes capables de le sustenter. Le premier héraut choisi par Galactus est le Déchu — nommé ainsi parce qu'il s'est rapidement retourné contre lui, Galactus lui accordant (comme à tous ses hérauts successifs) une fraction de son pouvoir cosmique. Après s'être rebellé et avoir été emprisonné par Galactus, le Déchu s'échappe et commence plus tard à le chasser au cours des millénaires suivants.
À un moment donné, Galactus menace de détruire la planète Zenn-La, le foyer d'une race extraterrestre humanoïde civilisée. L'un des habitants de ce monde, Norrin Radd, persuade Galactus d'épargner sa planète en se portant volontaire pour devenir son héraut et rechercher pour lui des mondes inhabités à dévorer. Galactus accepte et transforme Norrin Radd en l’entité cosmique nommée le Surfer d'argent.
Le Surfer sert loyalement Galactus pendant une longue durée indéterminée, le conduisant vers d'innombrables mondes remplis d’énergie. Finalement, Galactus devient déterminé à consommer la planète Terre, riche en énergie. C'est alors que le Surfer d'argent se rebelle, prenant parti pour les habitants de la Terre, notamment le savant Red Richards des Quatre Fantastiques qui contrecarre le Dévoreur de mondes, quand, aidé par Uatu, le Gardien, Red menace d'utiliser contre lui un de ses propre appareils, l'objet appelé l'« Anéantisseur ultime » (Ultimate Nullifier (en) en VO), une arme qui pourrait dévaster l'univers et même tuer Galactus. Contraint de jurer d'épargner la Terre en échange de la restitution de l'Anéantisseur, Galactus punit le Surfer d'argent de sa trahison en érigeant une barrière d'énergie infranchissable autour de la Terre, l'empêchant ainsi de quitter la planète.
Lorsqu'il découvre l'existence de la Contre-Terre, Galactus devient déterminé à la consommer à la place de la Terre. Lui et son héraut de l'époque, le Destructeur, sont à cette occasion de nouveau opposés aux Quatre Fantastiques, qui avaient été appelés à l'aide par le Maître de l'évolution. Contré, Galactus consomme par la suite, à la place, le monde d'origine des Poppupiens (la patrie de l'Homme-impossible) mais il est presque détruit dans le processus.
Finalement, se libérant de son engagement envers Richards quand il l'aide à vaincre la puissante entité appelée le Sphinx (en) (Anath-Na Mut) (qui était encore plus puissant grâce aux secrets de l'univers téléchargés depuis l'ordinateur vivant de la planète Xandar), Galactus revient plusieurs fois sur Terre pour tenter de la dévorer, mais est toujours empêché de justesse. Dans l’intervalle, il consomme de nombreux autres mondes habités à travers l'univers pour assouvir sa faim dévorante, devenant une menace existentielle par toutes les races stellaires intelligentes. Galactus continue également de recruter successivement plusieurs nouveaux hérauts pour le servir.

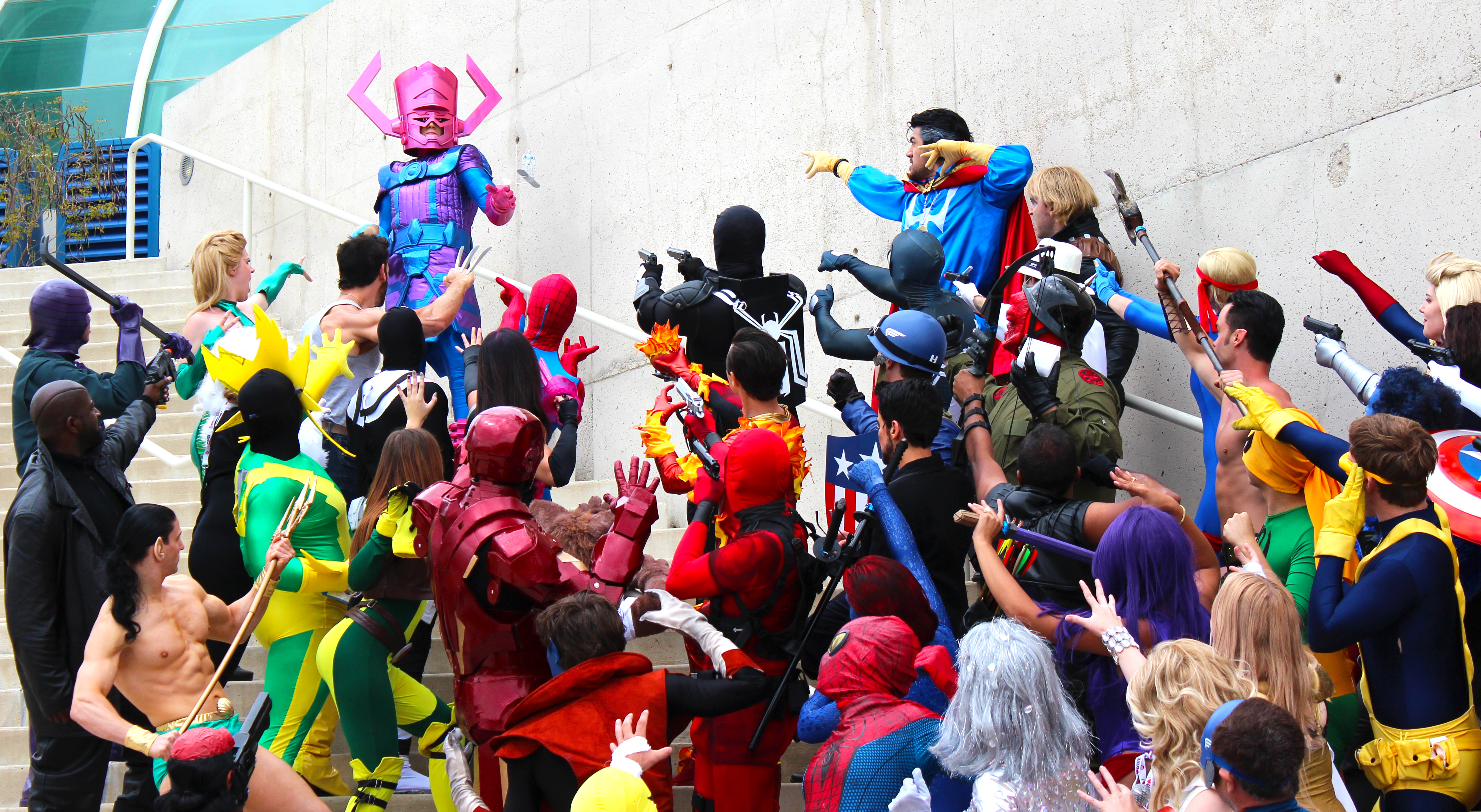
Cosplay de Galactus en train d'être attaqué par une horde de super-héros terriens.

Lors de sa dernière tentative pour dévorer la Terre, Galactus était resté si longtemps sans « se nourrir » d'une planète que son niveau d'énergie était au plus bas de son existence, ce qui le menait proche de la mort ; c'est grâce à cela qu'un grand nombre de défenseurs surhumains de la Terre (notamment les Vengeurs) réussirent à le vaincre au combat. Galactus est alors mourant, succombant à sa propre faim ; mais Red Richards lui sauve la vie avec l'aide du marteau mystique de Thor, Mjolnir. En reconnaissance de son aide, Galactus promet son amitié à Richards et donne sincèrement sa parole de ne plus jamais tenter d'attaquer la Terre. Depuis, Galactus a toujours respecté ce serment. Au cours de cette visite sur Terre, Galactus recrute son dernier héraut en date, Nova (Frankie Raye).

## Pouvoirs, capacités et équipement
Galactus a été créé lors de l'union de la Sensibilité de l'univers (le précédent univers) et Galan de Taa,,. Il est décrit comme « l'incarnation physique, métamorphosée d'un cosmos ». Bien qu'il ne soit pas un être abstrait, non corporel, Galactus est une force vivante de la Nature qui s'attache à corriger les déséquilibres entre les entités conceptuelles Éternité et Mort.
Sa forme véritable ne peut être perçue par la plupart des êtres vivants ; chaque espèce le voit sous une forme qu'elle peut comprendre, propre à sa race, ses croyances ou sa religion,. Par exemple, Galactus apparut aux yeux des Korbinites sous la forme d'une étoile humanoïde nommée « Ashta »,, ; les humains le voient comme un humanoïde et les Skrulls comme un des membres de leur race. Sa véritable apparence est inconnue, bien qu'il ait été possible que le Surfer d'argent l'ait aperçue en une occasion : celle d'un être humanoïde scintillant d'énergie, de couleur jaunâtre et lumineuse.
Galactus utilise l'énergie cosmique connue sous le nom de Pouvoir cosmique (Power Cosmic), qui lui donne la capacité de contrôler toutes les forces qui permettent la cohésion de l'univers, telles que la gravité, le magnétisme, ou bien l'énergie. Il peut ainsi créer et manipuler toutes les formes d'énergies, et par là-même tout type de matière.
Avec le Pouvoir cosmique, Galactus peut effectuer des prouesses, incluant une « conscience cosmique » universelle (cosmic awareness), la télépathie, la télékinésie, la projection d'énergie, la modification de sa taille ou de sa force, la transmutation de la matière, la téléportation de lui-même, d'autres personnes ou d'objets à travers l'espace, la création de champs de force virtuellement impénétrables ou de portails interdimensionnels, la création de la vie ou la résurrection d'individus morts, y compris des personnes totalement désintégrées, la manipulation des âmes, des souvenirs ou des émotions, la manipulation d'objets stellaires (comme recréer des mondes morts dans les moindres détails, y compris les illusions de leurs populations entières) ou provoquer des catastrophes cosmiques (comme détruire simultanément de multiples systèmes solaires), et enfin de conférer ou accroître les pouvoirs d'autres individus.
Avec ses pouvoirs psioniques qui lui confèrent notamment la télépathie, Galactus peut sonder les pensées de pratiquement tout être ou entité, quelles que soient ses défenses mentales.
Galactus a à plusieurs reprises désigné des individus comme ses « hérauts », leur accordant successivement une petite fraction de son Pouvoir cosmique. Ce pouvoir remplace l'aura (ou âme) du destinataire, la forme physique de chaque porteur s'adaptant pour stocker l'énergie, et à son tour permettre la manipulation pour effectuer des exploits tels que la projection d'énergie. Galactus est également capable d'enlever le Pouvoir cosmique de son héraut. Le héraut a pour tâche de localiser des planètes vivantes pour que Galactus les consomme, car celui-ci maintient son existence en dévorant des planètes ayant le potentiel de soutenir la vie, ce qui entraîne par voie de conséquence l'extinction de civilisations extraterrestres entières.
Bien qu'il puisse le faire sans aucune aide extérieure, Galactus utilise souvent un Convertisseur élémentaire lorsqu’il dévore une planète, afin d'aider à la conversion efficace de la matière en énergie. Il a parfois été vu sévèrement affaibli en raison d'un manque de planètes utiles à assurer sa subsistance, et a été une fois vaincu dans cet état par les Quatre Fantastiques et les Vengeurs. Il a également montré dans cet état une sensibilité à un sort d'Ikonn (en), qui l’obligea à se souvenir de tous les êtres qu'il avait détruit lors de ses repas.
En dépit du fait que Galactus a été apparemment détruit en plusieurs occasions, il a toujours été, à un moment ou un autre, restauré à sa puissance maximale. En outre, bien qu'il ait un corps physique matériel, il peut adopter une manifestation immatérielle (« corps-M ») à partir de la Dimension des Manifestations pour communiquer avec des entités abstraites comme Mort ou Éternité.
Première (et plus ancienne) entité vivante dans l'univers, Galactus utilise aussi une science incroyablement avancée capable de produire des objets tels que les cyborgs Punisher (en), l'Anéantisseur ultime (en) (Ultimate Nullifier) — une arme capable de détruire et de refondre le multivers —,, et sa station spatiale Taa II, sa « maison » en forme de bande de Möbius de la taille d'un système solaire. Le scientifique Red Richards a spéculé que Taa II pourrait être la plus grande source d'énergie de l'univers.

## Statut
Comme il le dit lui-même, Galactus n'est pas un dieu. Il est incapable de prédire l'avenir, ou de modifier son propre destin qui lui impose d'absorber des mondes vivants pour subsister. Bien qu'il soit la créature la plus ancienne et l'une des plus puissantes de l'Univers, il juge sa mort inévitable.
Dans l'univers Marvel, certaines entités comme Galactus incarnent les différents aspects de la réalité ou de la Nature, ou des concepts abstraits tels que la mort, l'éternité, l'ordre et le chaos. Galactus est au-delà du Bien et du Mal, il n'éprouve pas de sentiments comme la haine ou l'amour, ce qui fait de lui un être froid dénué d'émotion, d'une sagesse absolue.
Galactus fait partie du Tribunal Cosmique (ou Balance cosmique), un groupe de déités astrales chargées de maintenir l'équilibre universel. Il est considéré comme la troisième puissance de ce panthéon cosmique, après Éternité et Mort, représentant une force d'équilibre entre ces deux entités contraires.
Par le passé, il a également aidé les Célestes à combattre les forces extra-dimensionnelles du Cancervers (une réalité où la Mort avait été détruite) mais s'est aussi confronté à eux.

## Les Hérauts de Galactus
Galactus se fait généralement précéder d'un héraut qui annonce sa venue. Ces êtres, choisis personnellement par Galactus, sont dotés d'une fraction de son pouvoir cosmique. Leur principale mission est de chercher des planètes capables d'assouvir la faim dévorante de leur maître. En règle générale, Galactus n'a qu'un seul héraut à son service en même temps. Le plus connu et emblématique d’entre eux est le Surfer d'argent.
Lorsqu'ils retrouvent leur liberté, les hérauts conservent leurs pouvoirs cosmiques et partent à l'aventure. Certains sont des super-héros, le plus connu étant le Surfer d'argent, d'autres des super-villains, comme Terrax.
Il est arrivé que les hérauts s'allient pour lutter contre une menace, comme Tyrant ou lors de la vague d'attaque d'Annihilus.
Hérauts dans la continuité principale
- Air-Walker (Gabriel Lan)
- Le Déchu
- Le Destructeur[b],[52],[53]
- Firelord (Pyreus Kril)
- Morg
- Nova (Frankie Raye)
- Red Shift
- Stardust (Lambda-Zero)
- Le Surfer d'argent (Norrin Radd)
- Terrax (Tyros de Lanlak)

Hérauts temporaires
- La mutante Dazzler devint brièvement un héraut de Galactus, allant chercher et combattre pour lui le héraut rebelle Terrax, qui s'était réfugié dans un trou noir[54],[55],[56].
- Dents-de-sabre : dans la série des Exilés, une version parallèle où Galactus sauve les mondes.
- Rom : le Chevalier de l'espace ne sert qu'une seule fois Galactus et n'est pas investi du pouvoir cosmique[57].
- Johnny Storm : ne sert Galactus qu'une seule fois.

Héraut dans une réalité alternative
Lors du crossover DC vs. Marvel « Superman/Fantastic Four (en) » en juin 1999, le « cyborg Superman » Hank Henshaw (en) de l'univers DC fait croire à Superman que Krypton a été détruite par Galactus. Superman voyage alors jusqu'à l'univers Marvel et fait face à Galactus, mais devient brièvement son héraut.
Cet épisode a été replacé dans un contexte plus global, grâce à la saga JLA/Avengers (2003), un crossover en quatre parties affectant les deux univers (Marvel et DC) et qui aura des suites dans l'univers DC.

## Versions alternatives
- Dans l'histoire intitulée The Last Galactus Story[58] (« La dernière histoire de Galactus »), écrite entre 1984 et 1985 par John Byrne et Terry Austin, et se situant dans l'univers alternatif Terre-8436, Galactus se bat avec un Gardien pendant un millénaire, alors que l'univers se meurt autour d'eux. Après avoir vaincu son adversaire, Galactus et son héraut Nova (Frankie Raye) se retrouvent seuls, dans un univers sans vie. Épuisé, et prenant en compte ce qu'il a fait depuis des milliards d'années, Galactus libère sa formidable énergie interne contenue par son armure et devient le Big Bang du nouvel Univers. Nova survit, et devient le nouveau Galactus de cet univers, et le cycle recommence[5].
- Dans l'univers alternatif de Marvel Zombies, le Surfer d'argent, puis Galactus, se font dévorer vivants par des méta-humains zombies[59].

## Apparitions dans d'autres médias
Sauf indication contraire, les informations mentionnées dans cette section peuvent être confirmées par la base de données cinématographiques IMDb,  présente dans la section « Liens externes ».

### Films
- 2007 : Les Quatre Fantastiques et le Surfer d'argent réalisé par Tim Story[60] — Galactus apparaît sous une forme de tempête cosmique essayant d'engloutir la Terre. Il est possible de discerner vaguement, l'espace d'un plan, la forme de son casque dans un magma de couleurs chaudes. Il sera détruit par son ancien serviteur, le Surfer d'argent.
- 2025 : Les Quatre Fantastiques : Premiers pas par Matt Shakman — Galactus apparaitra comme l'antagoniste principal du film et sera interprété par Ralph Ineson.

### Télévision
- 1994-1996 : Les Quatre Fantastiques (série d'animation)
- 1998 : Silver Surfer[61] (série d'animation)
- 2012 : Avengers : L'Équipe des super-héros (série d'animation)
- 2012 : Ultimate Spider-Man (série d'animation)
- 2013 : Avengers Rassemblement (série d'animation)

### Jeux vidéo
- 1990 : Silver Surfer (en)[62]
- 2007 : Les Quatre Fantastiques et le Surfer d'argent
- 2011 : Marvel vs Capcom 3: Fate of Two Worlds[63]
- 2013 : Lego Marvel Super Heroes[64] — doublé en anglais par John DiMaggio[65]
- 2020 : Fortnite Battle Royale — Galactus apparaît dans un comics avec la participation de Marvel Comics et apparaît aussi dans la bande annonce de la saison 4-chapitre 2 du jeu[66].
- 2022 : Marvel Snap — carte série 5, de coût 6 et de puissance 5.